# Kamidia Radisti
Kamidia Radisti, född den 23 februari 1984 i Surabaya, Java, är en indonesisk modell och vinnare av Miss Indonesien 2007. 2008 var hon värd för ett nationellt TV-program och gjorde också några filmroller. Hon är också en före detta tävlingssimmare och har examen i ekonomi.[källa behövs]

## Filmografi
- The Shaman (2008)
- Hantu Biang Kerok (2009)